# Атлантический прыгун
Атлантический прыгун, или черноголовый прыгун (лат. Callicebus personatus), — вид приматов  из семейства саковых.

## Описание
Горло, бакенбарды, лоб и макушка чёрные, остальное тело оранжевого оттенка, кроме кистей передних конечностей и ступней задних конечностей, которые также чёрные. Отличается от Callicebus nigrifrons, Callicebus melanochir и Callicebus barbarabrownae чёрной макушкой. От Callicebus coimbrai отличается чёрными бакенбардами.

## Распространение
Представители вида встречаются в лесах юго-восточной Бразилии у побережья Атлантического океана в штате Эспириту-Санту, на северо-западе Минас-Жерайс и на севере Рио-де-Жанейро.

## Поведение
Населяют дождевые леса Амазонии. В рационе преимущественно фрукты, листья, насекомые и семена. Моногамны. Образуют небольшие семейные группы, охраняющие свою территорию размером от 10,7 до 13,2 км². В поисках пищи преодолевают расстояние около 1 км в день.

## Статус популяции
Международный союз охраны природы присвоил этому виду охранный статус «Уязвимый», поскольку по оценкам 2008 года популяция сократилась более чем на 30 % за 24 года (3 поколения). Главная угроза популяции — разрушение среды обитания из-за расширения сельскохозяйственных угодий.